# Zschokkella admiranda
Zschokkella admiranda is een microscopische parasiet uit de familie Myxidiidae. Zschokkella admiranda werd in 1993 beschreven door Yurakhno. 